# 2016 en sports équestres
Chronologie des sports équestres
- 2015 en sports équestres - 2016 en sports équestres - 2017 en sports équestres

Cet article présente les faits marquants de l'année 2016 en sports équestres.

## Événements

### Janvier
- 20 janvier au 24 janvier : 31e édition du festival équestre Cheval Passion à Avignon (France)[1].

### Mars
- 23 au 28 mars : finale de la coupe du monde de saut d'obstacles 2015-2016 à Göteborg (Suède).

### Juin
- 17 juin au 18 juin : Finale du championnat de France de horse-ball au Haras de Jardy (France)[2].
- 23 juin au 26 juin : Master pro de saut d'obstacles à Fontainebleau (France) : le championnat de France Pro Élite est remporté par Marc Dilasser; Simon Le Vot est second et enfin Jérôme Hurel clôt le podium[3].

### Juillet
- 1er juillet au 3 juillet : Championnats de France de hunter au Mans (France)[4].
- 7 juillet au 10 juillet : Master pro de dressage à Vierzon (France) : le championnat de France Pro Élite est remporté par Pierre Volla; Stéphanie Brieussel est seconde et Alexandre Ayache est troisième[5].
- 14 juillet au 17 juillet : Championnats de France de voltige au Mans (France)[6].
- 14 juillet au 17 juillet : Championnats de France d'endurance à Argentan (France)[7]
- 22 juillet : la fédération équestre internationale annonce l'annulation des Jeux équestres mondiaux à Bromont en 2018[8].
- 28 juillet au 31 juillet : Jumping international***** de Dinard [9].
- 28 juillet au 31 juillet : dernière étape de la coupe des nations de dressage 2016 à Hickstead.

### Août
- 6 au 20 août : déroulement des épreuves d'équitation aux Jeux olympiques d'été de 2016[10].

### Septembre
- 23 au 25 septembre : finale de la coupe des nations de saut d'obstacles 2016 à Barcelone (Espagne).

### Novembre
- 3 novembre : la ville de Tryon aux États-Unis est choisie pour organiser les jeux équestres mondiaux de 2018 en remplacement de Bromont[11].